# Chyżyn
Chyżyn, Kcyń – wspominany w źródłach od 1121 główny gród plemienia Słowian połabskich - Chyżan należących do Związku wieleckiego, położony był w dolinie rzeki Warnawy na terenie dzisiejszej wsi Kessin. Rolę grodu z końcem XII w. przejął Rostock. Grodzisko uległo całkowitemu zniszczeniu.